# Víctor Santos Inchaurregui
Víctor Santos Inchaurregui (* 2. März 1969 in Guadalajara, Jalisco) ist ein ehemaliger mexikanischer Fußballspieler, der vorwiegend im Mittelfeld zum Einsatz kam.

## Karriere
Santos spielte zwischen 1990 und 1993 für Deportivo Guadalajara und in der Saison 1996/97 für den Club León.